# Polimerización por adición
Es una reacción de adición el proceso de polimerización que se inicia por un radical, un catión o un anión. En este tipo de polimerización la masa molecular del polímero es un múltiplo exacto de la masa molecular del monómero.

## Mecanismo de reacción
Suelen seguir un mecanismo en tres fases, con ruptura homolítica: 
- Iniciación: CH2=CHCl + catalizador ⇒ •CH2–CHCl•
- Propagación o crecimiento: 2 •CH2–CHCl• ⇒ •CH2–CHCl–CH2–CHCl•
- Terminación: Los radicales libres de los extremos se unen a impurezas o bien se unen dos cadenas con un terminal neutralizado.

Polimerización del estireno para dar poliestireno
n indica el grado de polimerización
En el caso de que el polímero provenga de un único tipo de monómero se denomina homopolímero y si proviene de varios monómeros se llama copolímero o heteropolímero. Por ejemplo, el poliestireno es un homopolímero, pues proviene de un único tipo de monómero, el estireno, mientras que si se parte de estireno y acrilonitrilo se puede obtener un copolímero de estos dos monómeros.

## Tipos de polimerización por adición
Existen cinco tipos:
- Suma de moléculas pequeñas de un mismo tipo por apertura del doble enlace sin eliminación de ninguna parte de la molécula (polimerización de tipo vinilo.).
- Suma de pequeñas moléculas de un mismo tipo por apertura de un anillo sin eliminación de ninguna parte de la molécula (polimerización tipo epóxido.).
- Suma de pequeñas moléculas de un mismo tipo por apertura de un doble enlace con eliminación de una parte de la molécula (polimerización alifática del tipo diazo.).
- Suma de pequeñas moléculas por ruptura del anillo con eliminación de una parte de la molécula (polimerización del tipo a -aminocarboxianhidro.).
- Suma de birradicales formados por deshidrogenación (polimerización tipo p-xileno.).

- Datos: Q6081825